# Ест (Нідерланди)
Ест (нід. Est) — село в нідерландській провінції Гелдерланд. Входить до муніципалітету Вест-Бетюве. Перша згадка про населений пункт датується 1316-им роком.

## Галерея

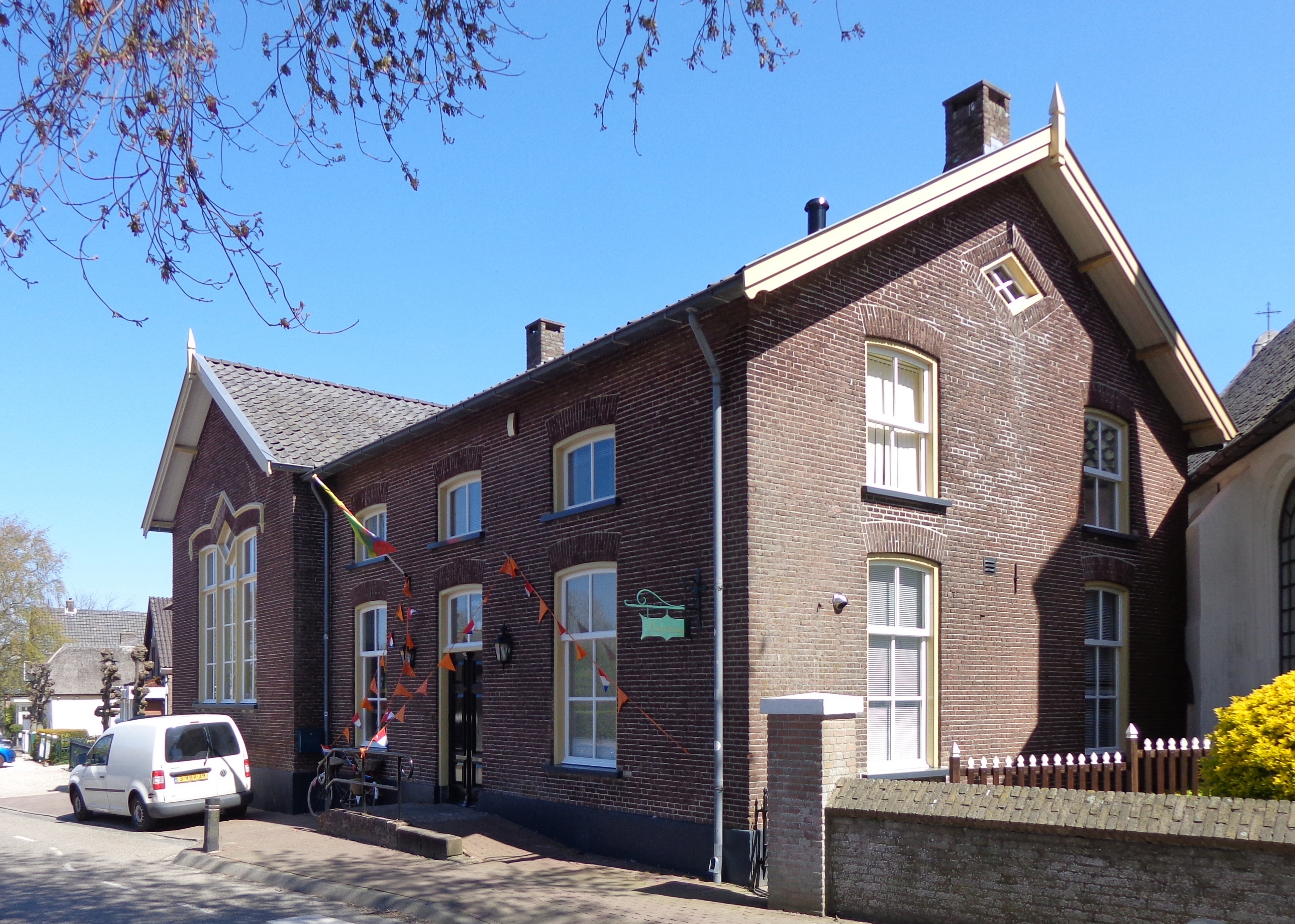
Приміщення колишньої школи
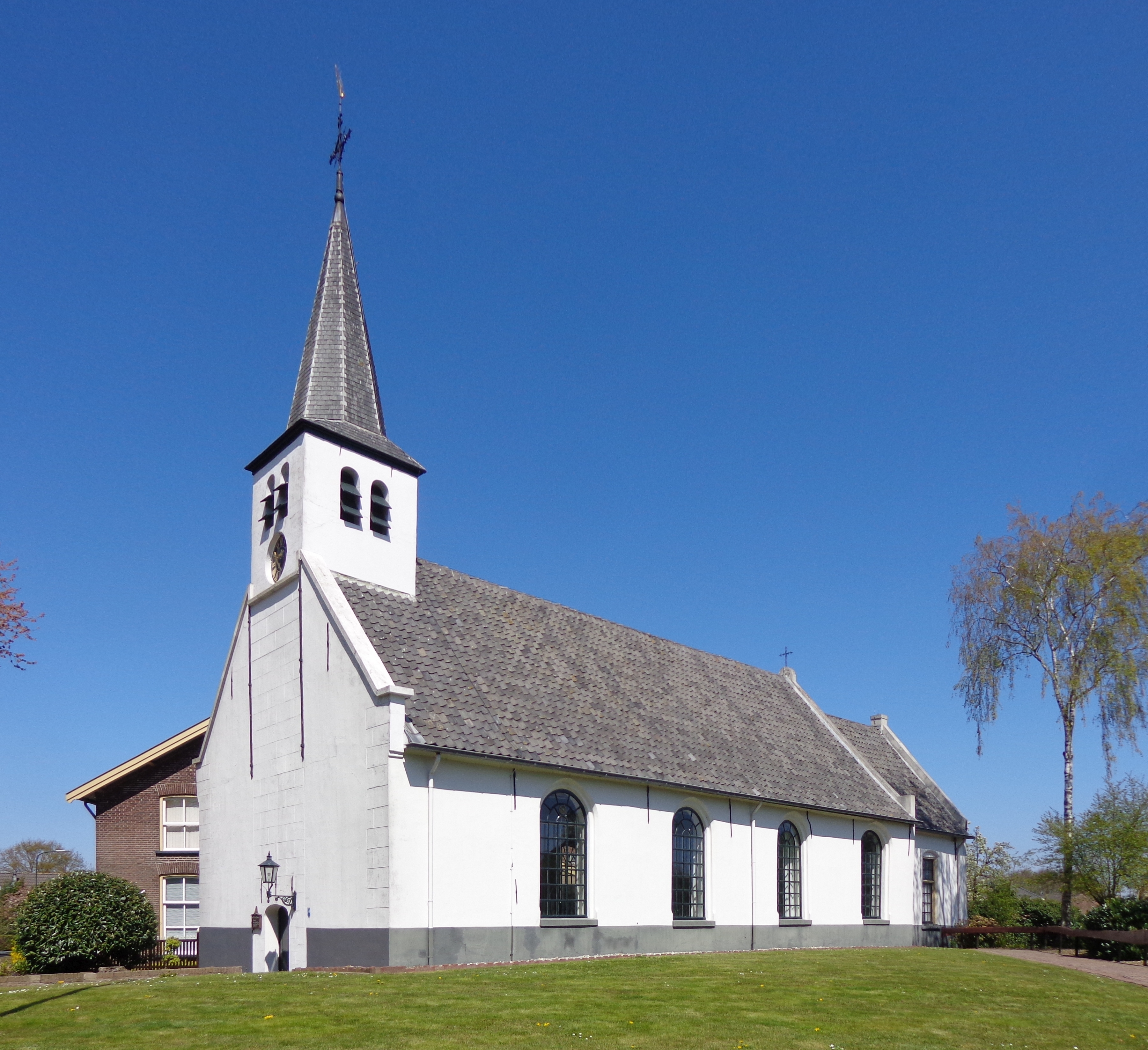
Церква
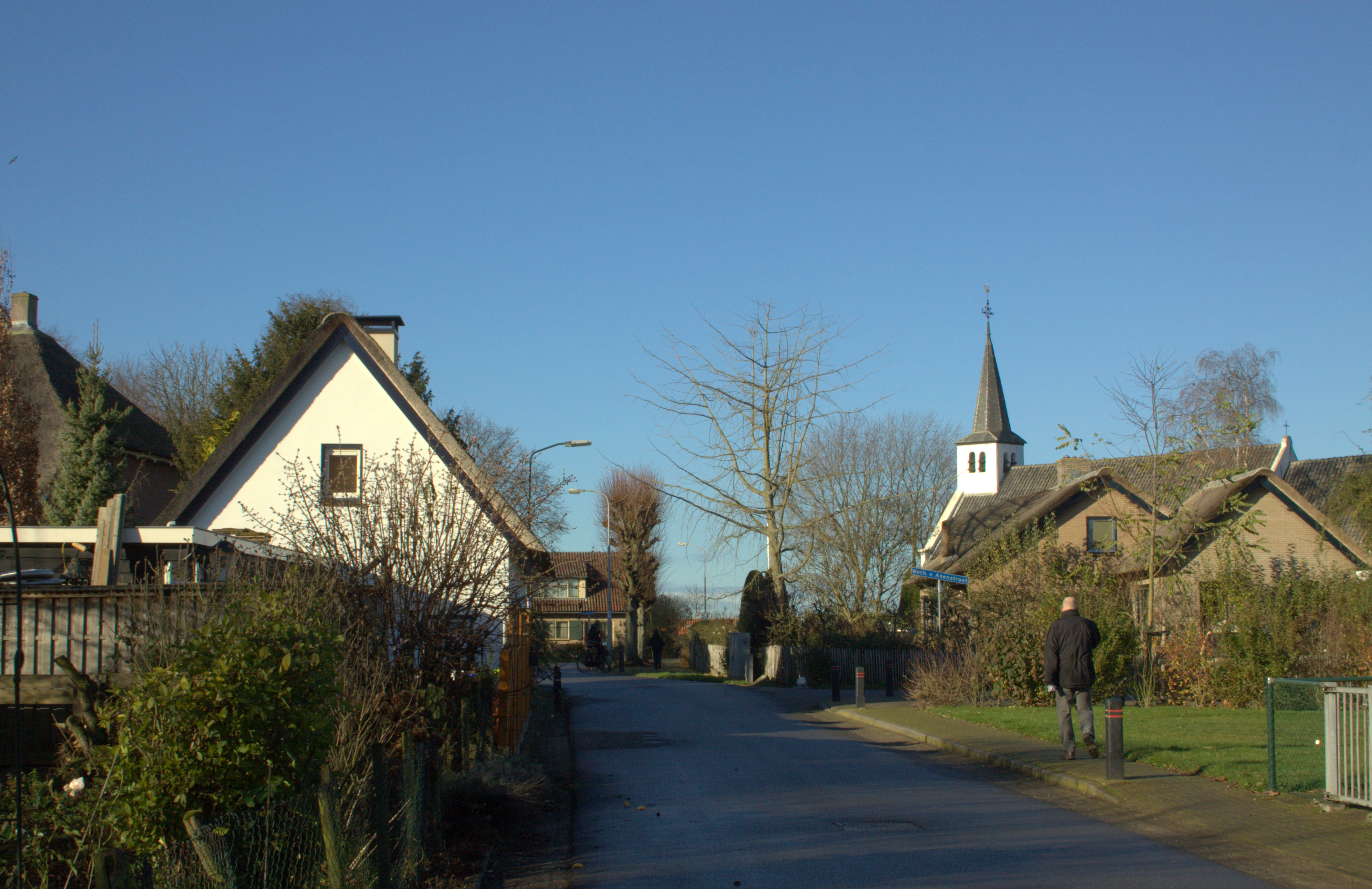
Вулична панорама
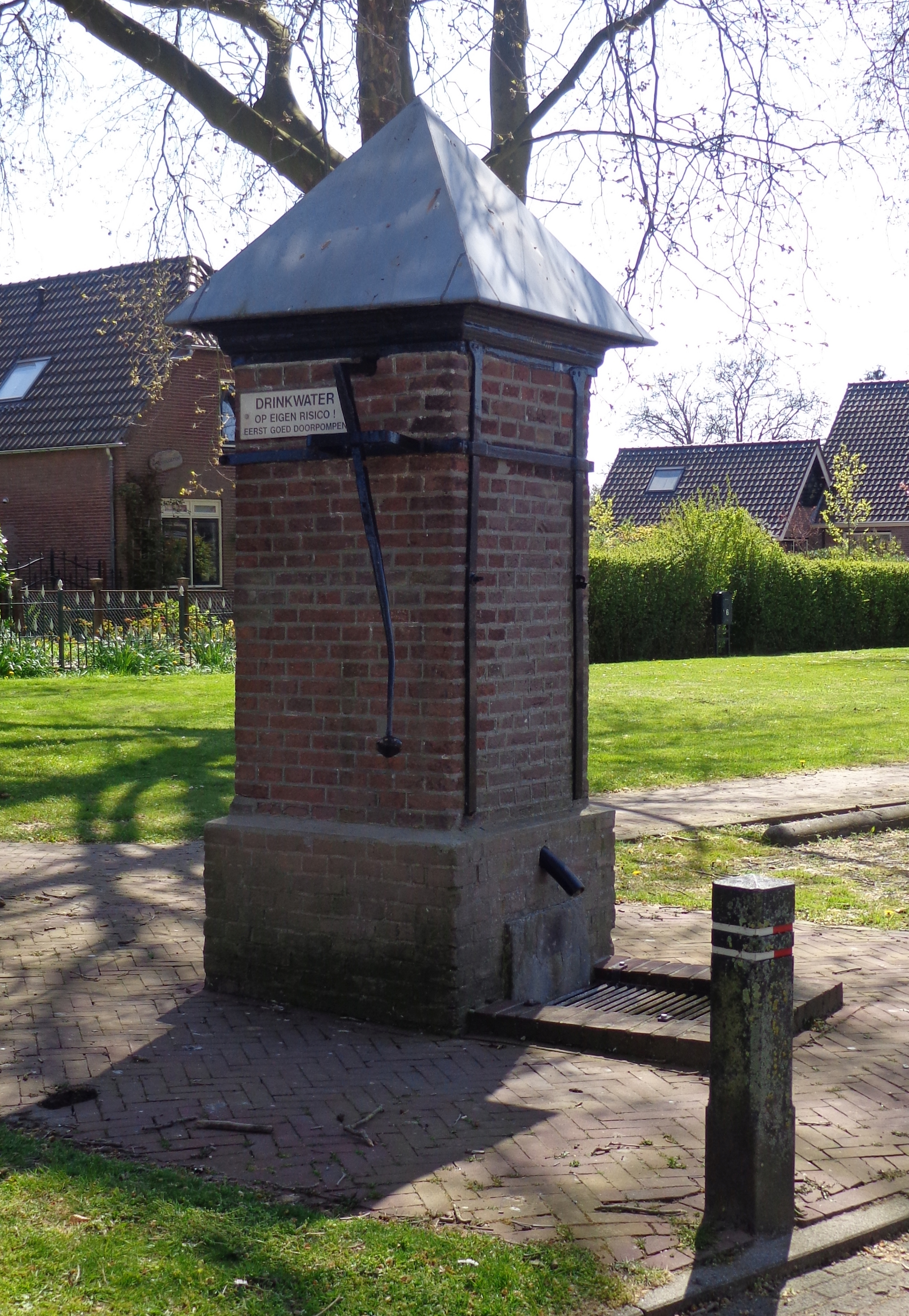
Сільська водокачка